# Carlomán I
Carlomán I (28 de junio de 751-4 de diciembre de 771) fue rey de los francos desde 768 hasta su muerte en 771. Era el segundo hijo superviviente de Pipino el Breve y Bertrada de Laon, y hermano menor de Carlomagno. Sobrino de Carlomán, hijo primogénito de Carlos Martel.

## División del reino de los francos
Su padre, Pipino el Breve, había sido ungido rey de los francos. A la edad de tres años fue, junto con su hermano mayor, Carlomagno, ungido heredero del rey de los francos y titulado patricio de los romanos por el papa Esteban II, que había salido de Roma para pedir al rey de los francos ayuda contra los lombardos. Carlomán y Carlomagno heredaron cada uno la mitad del Reino de los Francos a la muerte de Pipino. Su parte se basó en el centro del reino franco, con su capital en Soissons, y consistió en la cuenca parisina, el Macizo Central, el Languedoc, Provenza, Borgoña, al sur de Austrasia, Alsacia y Alemannia, las regiones estaban mal integradas y rodeadas por las legadas a Carlomagno, y, aunque los territorios de Carlomán eran más fáciles de defender que los de Carlomagno, eran también más pobres en los ingresos. Según el biógrafo de la corte, Eginardo (775-840), Carlomagno recibió la parte del reino que había sido de su padre, Pipino, mientras Carloman tocó la parte del reino que había sido el tío Carlomán.
Está comúnmente aceptado que Carlomán y Carlomagno no se llevaban entre sí, a pesar de que las razones detrás de esto no son claras: algunos historiadores sugieren que cada hermano se consideraba con derecho propio como único heredero de su padre - Carlomagno como el hijo mayor, Carlomán como hijo legítimo [3] (A veces se dice que Carlomagno nació como hijo ilegítimo en el año 742, una afirmación que no siempre se acepta). [2] Sea como fuere, la disposición de Pipino sobre su reino parece haber exacerbado las malas relaciones entre la pareja, ya que requerían la cooperación entre ellos y los dejó a ambos con sentimientos de engaño.

## Competencia con Carlomagno
El reinado de Carlomán fue corto y problemático. Los hermanos compartieron la posesión de Aquitania, que estalló en una rebelión tras la muerte de Pipino el Breve, cuando Carlomagno en 769 condujo un ejército a Aquitania para sofocar la revuelta, Carlomán llevó a su propio ejército allí para ayudar, antes de pelearse con su hermano en Moncontour, cerca de Poitiers, y retirar las tropas. Se ha sugerido que esto fue un intento de debilitar el poder de Carlomagno, aun cuando la rebelión amenazó el gobierno de este último. Carlomagno, sin embargo, aplastó a los rebeldes, mientras que el comportamiento de Carlomán había simplemente dañado su propia posición entre los francos. Las relaciones entre los dos entonces se deterioraron aún más, lo que requirió la mediación de su madre, Bertrada, que parece tenía preferencia por Carlomagno, con quien viviría en su viudez, sobre Carlomán.
En 770, su madre Bertrada comenzó a implementar su gran estrategia. Después de pasar la Pascua con Carlomagno en Lieja, visitó a Carlomán en Seltz: sus motivos para visitarlo son desconocidos, aunque se sugiere que estaba tratando de disipar sus temores sobre su hermano, o de persuadirlo a ser más cooperativo con Carlomagno, o incluso asegurar conformidad y colusión en sus planes. Sin embargo, para finales de año Bertrada y Carlomagno habían rodeado estratégicamente a Carlomán: Carlomagno se había casado con Desiderata, la hija del rey lombardo Desiderio, vecino inmediato al este de Carlomán, y el matrimonio creó una alianza entre Carlomagno y los lombardos; Bertrada tenía también asegurada a Carlomagno la amistad de Tasilón III de Baviera, el sobrino de su marido, e incluso había intentado conseguir el apoyo papal para el matrimonio mediante el arreglo de que Desiderio cediera a Roma ciertos territorios que el Papado reclamaba. Aunque el papa Esteban III se mantuvo en teoría hostil a la alianza entre sus aliados los francos y sus enemigos los lombardos, en realidad enfrentó un profundo conflicto entre la amenaza que planteaban los lombardos para él y la posibilidad de disponer del anti-lombardo Cristóbal el Primicerius, la figura dominante en la corte pontificia.
Estas maniobras habían sido favorables a los francos, en general, pero planteaban una grave amenaza para la posición de Carlomán, ya que se había quedado sin aliados. Trató de utilizar la alianza de su hermano con los lombardos en su propio beneficio en Roma, ofreciendo su apoyo contra los lombardos a Esteban III y entrando en negociaciones secretas con el Primicerius, Cristóbal, cuya posición también había quedado seriamente aislada por el acercamiento franco-lombardo, pero después de la violenta muerte de Cristóbal por Desiderio, Esteban III se decidió a dar su apoyo a los lombardos y a Carlomagno.
La posición de Carlomán fue salvada, sin embargo, por el repentino repudio de Carlomagno a su esposa lombarda, la hija de Desiderio. Desiderio, ultrajado y humillado, parece haber hecho algún tipo de alianza con Carlomán después de esto, en oposición a Carlomagno y el Papado, que tuvo la oportunidad de declararse en contra de los lombardos.

## Muerte y legado
Carlomán murió el 4 de diciembre de 771, en la Villa de Samoussy, la muerte, por súbita y conveniente que fuera, se estableció fue por causas naturales (una hemorragia nasal severa se afirma a veces como la culpable). En el momento de su muerte, él y su hermano Carlomagno estaban cerca de una guerra abierta, que Eginardo, el biógrafo de Carlomagno, atribuye a los consejos de los asesores de Carlomán. Carlomán fue enterrado en Reims, pero fue vuelto a enterrar en la Basílica de Saint-Denis, en el siglo XIII.
Carlomán se había casado con una hermosa mujer franca, Gerberga, que según el papa Esteban III fue elegida para él, junto con la concubina de Carlomagno, Himiltruda, por Pipino el Breve. Con Gerberga tuvo dos hijos, el mayor de los cuales fue llamado Pipino (nacido en 770) como su abuelo, calificándolo, según la tradición carolingia, como heredero de Carlomán y de Pipino el Breve. Tras la muerte de Carlomán, Gerberga esperaba que su hijo mayor se convirtiera en rey y gobernar ella como regente; sin embargo, los antiguos partidarios de Carlomán —su primo Adalhard, el abad Fulrad de San Denis y el conde Warin— se volvieron contra ella e invitaron a Carlomagno a anexar el territorio de Carlomán, lo que este hizo rápidamente.
Gerberga huyó (por razones desconocidas) con sus hijos y el conde Autchar, uno de los nobles fieles a Carlomán, a la corte de Desiderio, quien exigió al nuevo papa Adriano I que ungiera a los hijos de Carlomán como reyes de los francos. La huida de Gerberga finalmente precipitó la destrucción del reino de los lombardos por Carlomagno; quien respondió al apoyo de Desiderio a los hijos de Carlomán, que amenazaban la propia posición de Carlomagno, barriendo Italia y sometiéndolos. Desiderio y su familia fueron capturados, tonsurados, y enviados a las abadías de los francos; el destino de Gerberga y los hijos de Carlomán se desconoce, aunque es posible que también ellos fueran enviados por Carlomagno a los monasterios y conventos.
A pesar de su difícil relación, y los acontecimientos que siguieron a la muerte de Carlomán, Carlomagno llamaría más adelante a su segundo hijo legítimo, Carlomán, después de la muerte de su hermano. Esto fue, tal vez, un gesto público para honrar la memoria del tío del niño, y para acallar los rumores sobre el tratamiento de sus sobrinos. Si es así, fue barrido en el año 781, cuando Carlomagno rebautizó a su hijo como Pipino.
| Títulos Reales Carolingios  |                                                 |                                           |
| Predecesor: Pipino el Breve | Rey de los Francos 768-771 (junto a Carlomagno) | Sucesor: Carlomagno como gobernarte único |